# Tasmanische Riesenkrabbe
Die Tasmanische Riesenkrabbe (Pseudocarcinus gigas) ist eine Art der Krabben und einziger rezenter Vertreter der Gattung Pseudocarcinus und der Familie Pseudocarcinidae. Sie kann über 17 kg wiegen und ist damit eine der schwersten Krabben. Sie hat eine geschätzte Lebenserwartung von bis zu 30 Jahren.

## Merkmale
Der Carapax ist bei erwachsenen Tieren glatt, bei jugendlichen mit Höckern besetzt und wird bis zu 29 cm lang und bis 46 cm breit. Der Stirnrand trägt vier Lappen. Der Abstand zwischen beiden Antennen beträgt ein Siebtel der Carapaxbreite. Der vorn-seitliche Rand und der hinten-seitliche Rand sind etwa gleich lang. Der extraorbitale Zahn (ein Fortsatz am Beginn des vorderen seitlichen Panzerrands nahe der Augenhöhle) wird durch vier verdeckte Lappen ergänzt, von denen jeder zwei bis drei kurze Spitzen aufweist, der epibranchiale Zahn (ein Fortsatz an der Kante der vorderen Kiemenregion) ist stumpf. Die Augenhöhle ist offen, Ober- und Unteraugenwinkel stehen nicht in Kontakt. Das Basalglied der Antennen ist sehr kurz und hat keinen Kontakt zur Stirn. Männchen haben deutlich größere Scheren und sind damit auch deutlich schwerer als Weibchen, bei denen ausgewachsene Exemplare nur etwa 6 kg wiegen. Die beiden Scheren sind unterschiedlich groß, bei Männchen kann eine Schere bis zu 50 cm lang werden, womit die Art die größten Scheren aller Krabben hat.

## Lebensweise
Die Tasmanische Riesenkrabbe bewohnt die Schelfregion in der gemäßigten Zone Südaustraliens in Tiefen zwischen 30 und 820 m. Erwachsene können Strecken von bis zu 300 km wandern. Die Wanderung in tiefere und damit kühlere Meeresbereiche dient zur Reduzierung des Energiebedarfs bei geringem Nahrungsangebot.
Die Art ist ein karnivorer Lauerjäger. Sie verzehrt Aas und erbeutet andere Krabben (auch Artgenossen) und Muscheln.
Die Begattung findet lediglich in den Jahren ohne Häutung im Juni und Juli statt. Das Gelege besteht aus einer halben bis zwei Millionen Eiern, die vom Weibchen bis zum Schlupf vier Monate mit den Pleopoden unter dem Telson getragen werden. Zum Schlupf im Oktober bis November wandern die Weibchen an den Kontinentalhang. Im Ei entwickelt sich die Präzoea, nach dem Schlupf folgen fünf Zoea-Stadien und darauf die Megalopa. Die Präzoa ist dicht mit Borsten besetzt. Die Zoea bestehen aus fünf Segmenten (Somiten). Die Zoea 1 hat noch unbewegliche Augen, alle Dornen sind bereits ausgebildet, es ist nur ein Paar Borsten im hinteren Rückenbereich ausgebildet. Ab der Zoea 3 tritt das dritte Maxilliped auf. Der Carapax der Megalopa ist 2,9 mm breit und 3,5 mm lang. Ihr Abdomen besteht aus sechs Somiten und dem Telson und trägt Schwimmborsten.

## Nutzung
Die Tasmanische Riesenkrabbe wurde ab den 1940er Jahren regelmäßig als Beifang in der Hummer-Fischerei angelandet. Seit 1992 wird die Art gezielt mit Krabbentöpfen kommerziell gefangen. 1997 wurde mit 34,7 Tonnen die jährliche Höchstmenge erreicht. Das Fanggebiet wird in eine nördliche und in eine südliche Fangzone unterteilt, zum Schutz der Bestände gibt es seit 1999 jährliche Fangquoten. Sie betragen seit 2000 13,4 Tonnen für das nördliche und 8,7 Tonnen für das südliche Fanggebiet, also insgesamt 21,1 Tonnen.
Durch die Langlebigkeit sammeln die Tiere bei Gewässerbelastung einige Schwermetalle an. Ernährungstoxikologisch spielen bei täglichem Verzehr insbesondere die Gehalte von Quecksilber in allen Geweben sowie die Ansammlung von Cadmium im Hepatopankreas eine Rolle.

## Genetik
Die mitochondriale DNA ist mittlerweile vollständig entschlüsselt. Sie ist eine ringförmige Struktur mit 15.515 Basenpaaren.